# Pteropus vampyrus
La volpe volante malese (Pteropus vampyrus Linnaeus, 1758) è un pipistrello appartenente alla famiglia degli Pteropodidi, diffuso in Indocina, Indonesia e nell'Arcipelago delle Filippine.

## Descrizione

### Dimensioni
Pipistrello di grandi dimensioni, con la lunghezza della testa e del corpo tra 259 e 340 mm, la lunghezza dell'avambraccio tra 179 e 220 mm, la lunghezza delle orecchie tra 28 e 57 mm, un'apertura alare fino a 1,5 m e un peso fino a 1,1 Kg.

P.v. vampyrus è considerato il pipistrello più grande del mondo.

### Aspetto
La pelliccia è corta, leggermente più lunga ed eretta sulle spalle. Il colore generale del corpo è nerastro, il collare varia dal giallo-brunastro al bruno-nerastro. Diversi esemplari sono completamente neri. Sono presenti ciuffi di peli rigidi intorno alle ghiandole situate su ogni lato del collo. Il muso è lungo ed affusolato, gli occhi sono grandi. Le orecchie sono lunghe e con una concavità sul bordo posteriore appena sotto l'estremità appuntita. La tibia è priva di peli. Le ali sono marroni scure ed attaccate sulla schiena vicine tra loro. È privo di coda, mentre l'uropatagio è ridotto ad una sottile membrana lungo la parte interna degli arti inferiori, leggermente più sviluppato al centro. Le sottospecie si distinguono dalle dimensioni e dal colore del collare. Le più piccole sono P.v. edulis e P.v. natunae. Il cariotipo è 2n=38 FNa=72.

## Biologia

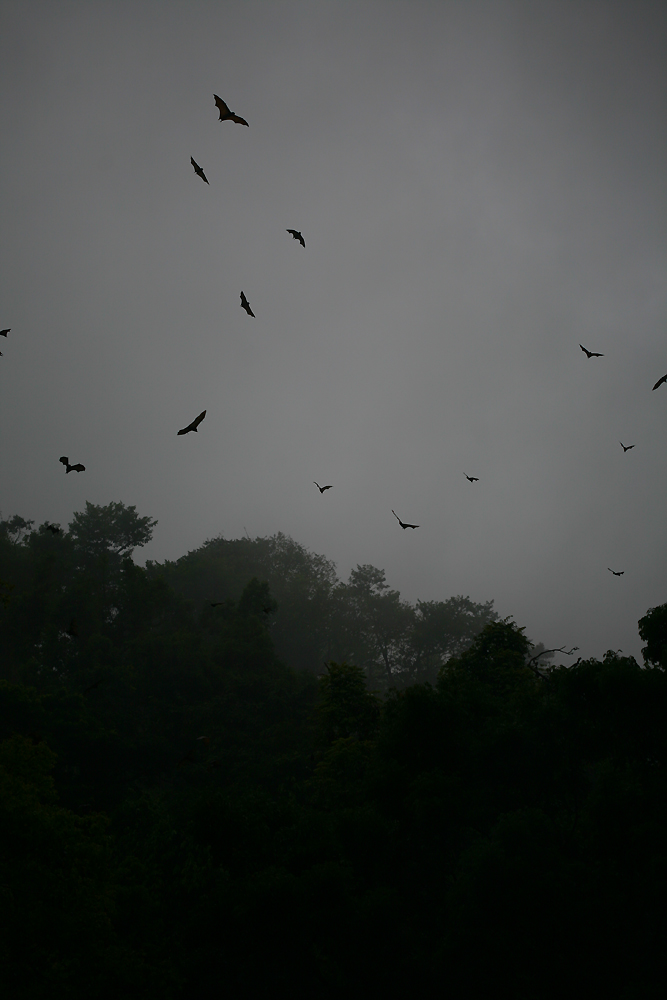
Un gruppo si alza in volo a Mambucal, Murcia, isola di Negros, Filippine

### Comportamento
Si rifugia sopra grandi alberi spogliati del fogliame, dove forma colonie rumorose di diverse migliaia di individui che è facile vedere alzarsi in volo in grandi stormi verso l'ora del tramonto quasi oscurando il cielo. Può volare giornalmente per oltre 50 km per raggiungere località dove nutrirsi, solitamente verso il tramonto per poi tornare ai siti di riposo prima dell'alba. Effettua migrazioni stagionali legate alla disponibilità di frutta. In alcune parti del suo areale è cacciato intensamente per la sua carne.

### Alimentazione
Si nutre principalmente di nettare, frutti e fiori di Durian. La dieta include anche frutti di Rambutan, Langsat, specie di Ficus, Mango, Banana ed altra frutta coltivata.

### Riproduzione
Nelle Filippine le femmine danno alla luce un piccolo all'anno, tra aprile e maggio. In Thailandia e Malaysia i piccoli nascono tra marzo e aprile e rimangono con le loro madri per 2-3 mesi. L'aspettativa di vita è di circa 15 anni.

## Distribuzione e habitat
Questa specie è diffusa in Indocina, Sumatra, Giava, Borneo, Isole della Sonda, nell'Arcipelago delle Filippine e alle Seychelles.
Vive nelle foreste primarie, secondarie e mangrovie, ma anche frutteti e piantagioni di Palma da Cocco, fino a 1.250 metri di altitudine.

## Tassonomia
Sono state riconosciute 6 sottospecie:
- P.v. vampyrus: Giava, Krakatau;
- P.v. edulis: (Geoffroy, 1810): Timor, Sumba, Savu, Flores, Roti, Sumbawa, Moyo, Kisar;
- P.v. lanensis (Mearns, 1905): Isole Filippine: Luzon, Mindanao, Cebu, Dinagat, Catanduanes, Rasa, Dumaran, Malinau, Marinduque, Leyte, Palawan, Bohol, Negros, Panay, Guimaras, Samar, Bongao, Mindoro, Tantangan, Romblon, Cabo, Culion;
- P.v. natunae (Andersen, 1908): Borneo, Pulau Patok Patok; Isole Natuna: Bunguran, Pulau Panjang; Balambangan, Banggi;
- P.v. pluton (Temminck, 1853): Bali e Lombok;
- P.v. sumatrensis (Ludeking, 1862): Myanmar meridionale: Tenasserim e Arcipelago di Mergui: Tavoy, Barwell, Kisseraing, Gregory Group, Sir J.Malcolm; Vietnam meridionale e isola di Phú Quốc, Thailandia meridionale e isole di Ko Kut, Ko Kram Yai, Ko Chang, Ko Mehsan, Ko Phra Noi; Cambogia meridionale; Penisola di Malacca e isola di Kallam; Isole Riau: Batam, Tanjungsau, Bintan, Karimun; Sumatra, Sipora, Pagai del nord, Pagai del sud; Isole Anambas: Siantan; Bangka, Belitung, Isole Lingga.

Un individuo catturato nella provincia cinese centrale dello Shaanxi potrebbe essere stato introdotto accidentalmente.
Altre specie simpatriche dello stesso genere: P. Lylei, P. hypomelanus, P. lombocensis, P. griseus, P. alecto, P. pumilus.

## Conservazione
La IUCN Red List, considerato il lento declino della specie dovuto alla caccia e al degrado del suo habitat, classifica P. vampyrus come specie prossima alla minaccia di estinzione (Near Threatened).